# カープライス
カープライス株式会社はロシアのモスクワにその本部を持つ、オンライン中古車取引仲介業を営む企業である。ロシア国内ではモスクワ市内に18拠点、サンクトペテルブルク、カザン、ニジニ・ノヴゴロド、ヴォロネジなど、モスクワ以外の15都市にも車の査定をする拠点を持つ。類似の企業としてWe Buy any Car (イギリス)、 Manheim Auctions (アメリカ)、 WirKaufenDeinAuto (ドイツ)、 Youxinpai (中国)などがある。
カープライスは2014年にエドワード・グリノヴィチとオスカル・ハルトマンによって設立された。2015年にはWired UKによる格付けで、人気のヨーロッパの創業直後の企業として挙げられている。なお、カープライスはロシアの慈善事業であるLiniya Zhizniのスポンサーでもある。

## 出資
これまでにカープライスは3度の投資ラウンドで4600万ドルを資金調達している。カープライスの公式ウェブサイトおよびマスメディアの発表によると、公募でカープライスは、Baring Vostok Capital PartnersやE.venturesなどの、ロシアやヨーロッパのベンチャーキャピタルから投資を受けた。報道によるとこの取引は、2014年に始まった金融危機以降では、ロシアの創業直後の技術系企業として最大の投資だった。カープライスは「今年の投資案件」へのノミネートを受けている。

## 日本におけるカープライス

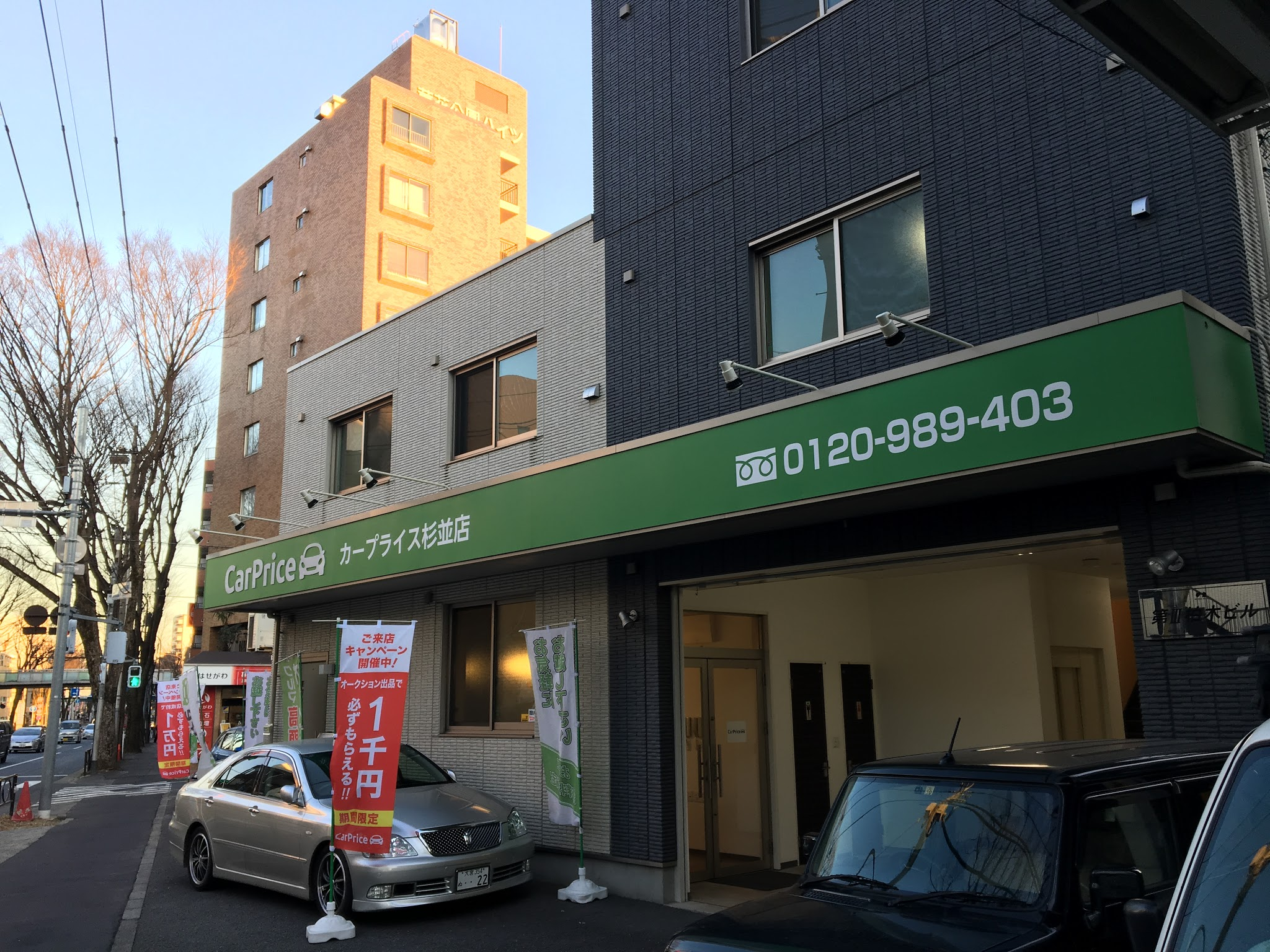
東京都杉並区にかつてあった本社ビル

2016年には日本にも現地法人を置いている。エドワード・グリノヴィチによると日本への進出は個人売買が少なく、中古車販売の収益が多い日本の市場を狙ったものであるとされる。最初は杉並区上高井戸に本社を構えていたが2018年1月11日に幡ヶ谷に本社を移転している。
また、カープライスは痛車のイベントを川崎大師の自動車交通安全祈祷殿で開いた。
2020年2月7日、楽天カー株式会社に商号変更した。